# فرج الصراف
فرج بشارة سليم الصراف (وُلد في عام 1919 في بئر السبع - تُوفي في 22 يناير 2010 في غزة) محامي وبرلماني ومؤلف فلسطيني، كان عضوًا في المجلس التشريعي الفلسطيني الأول بين عامي 1996 و2006، بعدما ترشح في الانتخابات العامة الفلسطينية عام 1996 عن حركة فتح في دائرة محافظة غزة وحصل على 7,960 صوتًا. شغلت ابنته مي فرج بشارة الصراف منصب سفيرة دولة فلسطين لدى الدنمارك.

## حياته
وُلد فرج الصراف في مدينة بئر السبع عام 1919. حصل على شهادة المترك عام 1937 من مدرسة الفرندز في مدينة رام الله. درس في الجامعة الأميركية في بيروت عام 1939–1940، ودرس في كلية الحقوق في القدس وحصل منها على شهادة في القانون عام 1947.
بدأ ممارسة مهنة المحاماة عام 1948 في مدينة غزة.
له مؤلفات في المجال القانوني وهي: قواعد الإثبات (البينات) في التشريع الفلسطيني عام 1992، والمسيحية وغزة: كإحدى المدن الرئيسية في الديار المقدسة عام 1993،
في عام 1996، ترشح الصراف ممثلًا عن حركة فتح في دائرة محافظة غزة في الانتخابات العامة الفلسطينية 1996، وحصل على 7,960 صوتًا ومُنح إحدى المقاعد المُخصصة للطائفة المسيحية في المجلس التشريعي الفلسطيني الأول.  ترأس المجلس التشريعي الفلسطيني في أولى جلساته باعتباره أكبر الأعضاء سنًا، وكان عضوًا في اللجنة القانونية، ولجنة القدس.